# Юлия Икс
«Юлия Икс» (англ. Julia X 3D) — американский фильм ужасов 2011 года. Режиссёр П.Дж. Петтьетте.

## Описание
Съёмки фильма проводились в США, мировая премьера фильма была 24 сентября 2011 года. В России фильм выходил ограниченным прокатом, премьера 14 ноября 2012 года, так же в формате 3D.

## Сюжет
Мужчина и женщина знакомятся друг с другом посредством Интернета, после чего решают встретиться очно. Они мило беседуют в местном кафе. Воображение героини по имени Юлия рисует ей ход дальнейших событий, и она, дабы в реальности всё не осуществилось точно так же, решает прервать встречу.
Однако, садясь в свою машину, Юлия оказывается пленённой своим недавним знакомым. Похоже, он и является тем самым маньяком, о котором пишут все местные газеты, и который похищает женщин после знакомства с ними по интернету.
Под угрозой удушения девушка приводит машину в большое помещение, логово маньяка. Мужчина привязывает жертву и, предвкушая расправу над ней, непрерывно слушает в наушнике любимую музыку.
Тем временем Юлии удаётся сорваться с крючка, и она пытается спрятаться в большом гараже. Но вновь оказывается поймана, и, в итоге, заклеймена литерой «Х». Находящуюся в бессознательном состоянии девушку маньяк заковывает в наручники, помещает в кузов одной из машин и увозит. По пути Юлия приходит в себя, и обнаруживает в этом же кузове труп ещё одной женщины. Выясняется, что мужчина приехал в это заброшенное место, чтобы захоронить в яме, затопленной водой, предыдущую жертву, заклеймённую буквой «W».
Пока маньяк прячет тело, пока ещё живой новой жертве удаётся освободиться, и бежать. Юлия добегает до маленького домика, стоящего в отдалении, пытаясь найти там помощь. Но дом пуст, и мужчина снова настигает и ловит девушку.
Через некоторое время Юлии вновь удаётся бежать, усыпив бдительность маньяка. Мужчина методично преследует её, не переставая слушать музыку в плеере.
После блужданий по лесам и болотам Юлия попадает в заброшенное кирпичное строение, где находит все необходимое, чтобы зажечь сигнальный огонь. Тем временем мужчина также находит строение и неторопливо обходит помещения в поисках жертвы. Однако девушка подготовилась к встрече, в результате чего ей удаётся оглушить маньяка в одной из тёмных комнат.
К сигнальному огню подъезжает чёрная машина, за рулём которой сестра Юлии Джессика. Теперь правила игры меняются, и сестры грузят пленённого маньяка в багажник, после чего отвозят к себе в домой. Мужчина приходит в сознание, находясь в странной комнате, и обнаруживает себя прикованным за шею к стене и по соседству с манекенами в виде мужчины и женщины.
А сестры тем временем планируют свою дальнейшую деятельность по избавлению мира от маньяков мужского пола. Ведь ещё в раннем детстве они оказались жертвами насильника-педофила, теперь пришло их время отомстить. Юлия решает продолжить игру в кошки-мышки с пойманным мужчиной и позволяет ему освободиться. Но сейчас события происходят на территории женщин, поэтому многократно раненый и избитый маньяк снова оказывается пленённым и связанным.
Джессика торопится покончить с ним, но Юлия не спешит, не позволяя сестре завершить месть. Она, Юлия, старшая из сестер, поэтому все время старается оградить от невзгод младшую. А Джессика, пытаясь доказать, что уже не ребёнок, заигрывает с соседом-механиком Сэмом и обманом приводит его в дом, привязывая к стулу и сажая лицом к лицу с уже пойманным ранее маньяком.
Сэм заводит диалог с мужчиной и не на шутку пугается обстоятельствами текущей ситуации. Джессика пытается доказать Юлии, что она уже взрослая, загоняя гвозди в ноги привязанного к стулу маньяка. Однако в связанных руках у того оказываются кусачки, и вот он снова свободен, игра продолжается.
Пока сестры с переменным успехом отбиваются от настойчивого маньяка, Юлии удаётся выпустить Сэма, пока её младшая сестрёнка на волне азарта не сотворила и с ним чего-нибудь непоправимого. А тем временем странное «свидание» с побоями и членовредительством между Юлией и маньяком, перемежаясь разговорами «нравится — не нравится», идёт полным ходом.
Но вот мужчина обездвижен, Юлия зовёт Джессику, обнимает её, а та вдруг наносит смертельный удар ножницами старшей сестре. Этими же ножницами она добивает и мужчину. Потом она избавляется от тел, действуя похлеще любого маньяка. И продолжает знакомиться с мужчинами по интернету, называя себя теперь… Юлией Y.

## В ролях
- Кевин Сорбо — Stranger
- Винг Рэймс — Man
- Валери Эзлинн — Julia
- Алисия Ли Уиллис — Jessica
- Джоэл Дэвид Мур — Sam
- Саксон Шарбино — Young Julia
- Грегг Браззел — Father